# تهدئة حركة المرور
تستخدم تهدئة حركة المرور التصميمات المجسمة وغيرها من التدابير لتعزيز سلامة سائقي السيارات والمشاة وراكبي الدراجات. وتهدف إلى تشجيع القيادة الأكثر أمانًا ومسؤولية والتقليل من تدفق حركة المرور. لدى مخططي المدن ومهندسين المرور العديد من الاستراتيجيات لتهدئة حركة المرور، والتي تشمل الطرق المُضيّقة ومطبات السرعة. هذه التدابير شائعة في أستراليا وأوروبا (أوروبا الشمالية خصوصًا)، ولكنها أقل شيوعًا في أمريكا الشمالية. تهدئة الحركة المرورية هي ترجمة افتراضية حرفية (calque) للكلمة الألمانية Verkehrsberuhigung، وكان أول من استخدم المصطلح المنشور باللغة الإنجليزية في عام 1985 هو كارمن هاس-كلاو.

## لمحة تاريخية
في مراحل تطورها الأولى في المملكة المتحدة في ثلاثينيات القرن الماضي، استندت تهدئة حركة المرور على فكرة أن المناطق السكنية يجب حمايتها من حركة مرور العربات عبرها. بعد ذلك، أصبحت ذات قيمة لقدرتها على تعزيز سلامة المشاة والتقليل من الضوضاء ومن تلوّث الهواء الذين تتسبّب بهما حركة المرور.
طوال القرن العشرين، صمّم المهندسون الشوارع وكانوا مكلّفين بضمان التدفّق السلس لحركة المركبات فقط، لا بتعزيز الوظائف الأخرى للشوارع. نمت مبادرات تهدئة حركة المرور لتأخذ في الاعتبار وظائف التصميم الأخرى كذلك. فعلى سبيل المثال، ثبُت أن حركة السيارات تُضعف بشدة الوظائف الاجتماعية والترفيهية للشوارع العامة. وجدت الدراسة التي نشرها وأجراها دونالد أبليارد في كتابه ‹‹الشوارع الصالحة للعيش›› (1981) أن لدى سكان الشوارع التي تمرّ بها حركة مرور خفيفة، في المتوسط، ثلاثة أصدقاء وأكثر من ضعف عدد معارفهم يقطنون في الشوارع التي تشهد حركة مرور كثيفة، والتي تتقارب أبعادها وإجمالي عدد المركبات التي تمر بها مع تلك الشوارع ذات الحركة المرورية الخفيفة.

## تدابير
يشير مهندسو المرور إلى ثلاثة ‹‹ألِفات›› عند مناقشة تهدئة حركة المرور: الهندسة والتعليم (المجتمع) والتنفيذ (الشرطة). نظرًا لأن دراسات إدارة حركة المرور في الأحياء قد أظهرت أن السكان يساهمون غالبًا في مشكلة السرعة المفترضة داخل أحيائهم، فإن التعليمات الخاصة بتهدئة حركة المرور (على سبيل المثال في شارع هاس كلاو وشوارع أخرى، 1992) تؤكّد أن خطط التهدئة الأكثر فعالية تستلزم تضافر العناصر الثلاثة جميعها - أي أن التدابير الهندسية وحدها لن تأتي بنتائج مُرضية. 

### التدابير الهندسية
تتضمن الإجراءات الهندسية التغيير المادي لتخطيط الطريق أو المظهر لتأخير حركة المرور بطريقة إيجابية أو سلبية باستخدام أحد الوسائل العديدة:
• زيادة العبء المعرفي للقيادة (مما يجعل القيادة أكثر صعوبة)
• زيادة فرصة حدوث عائق في الطريق سيؤدي إلى إبطاء أو إيقاف سائقي السيارات مؤقتًا (مثل استبدال مواقف الباصات برصيف مخصّص للباصات، مما يتسبب في توقف مركبات النقل لصعود الركاب ونزولهم في مسار السفر، بدلاً من أن يجنح الباص جانبًا للسماح بمرور السيارات)
• زيادة فرص عدم ارتياح الركاب أو حتى الضرر المادي للسيارة إذا لم تُراعى حدود السرعة (مثل مطبات السرعة)
وتشمل التدابير مطبات السرعة والمنعطفات الحادة وامتدادات الرصيف والشوارع الحية ومخططات المساحات المشتركة. حققت مدينة هيلدن في ألمانيا معدل 24 ٪ من الرحلات التي تجري على عجلتين، وذلك بالاعتماد اعتمادًا أساسيًا على تهدئة حركة المرور واستخدام مناطق حدود سرعتها 30 كم / ساعة أو 20 ميلا في الساعة. في عام 1999، كان لهولندا أكثر من 6000 وونيرفين (شارع حيّ) حيث يتمتّع راكبو الدراجات والمشاة بأولوية قانونية على السيارات، وحيث يجري تطبيق حدّ ‹‹سرعة المشي›› للمركبات. ومع ذلك، يُنظر إلى بعض مخططات ‹‹تهدئة حركة المرور›› في المملكة المتحدة وإيرلندا، وخاصةً التي تتضمّن تضييق الطرق، على أنها معادية للغاية وتسببت على نحٍو مباشر في موت وإصابة راكبي الدراجات والمشاة.
تُنفّذ عدد من التغييرات المرئية على الطرق للتشجيع على قيادة أكثر حذرًا، وتخفيض السرعة، وتقليل عدد الأعطال، والميل أكثر إلى إفساح الطريق للمشاة. تتضمّن تهدئة حركة المرور المرئية تضييقات الممرات (9-10"قدم)، وحِميات الطرق (تضييق المسارات)، واستخدام الأشجار بجانب الشوارع، ومواقف ركن السيارات، والمباني المبنية بطريقة حضرية بالقرب من الشوارع.
تشمل الأجهزة المادية مطبات السرعة: وسائد السرعة ومنضدات السرعة، وتتمتع بأحجام تتناسب مع السرعة المطلوبة. عادة ما تبطئ هذه التدابير السيارات من 10 إلى 25 ميلاً في الساعة (16 إلى 40 كم / ساعة). تُصنع معظم الأجهزة من الأسفلت أو الإسمنت ولكن منتجات تهدئة حركة المرور المطاطية تبرز كبديل فعّال له العديد من المزايا.
يمكن أن تتضمّن تهدئة حركة المرور الإجراءات الهندسية التالية، مرتّبة حسب تشابه الطريقة:
• التضييق: ضيق مسارات المرور يجعل السرعات الأبطأ تبدو طبيعية أكثر للسائقين وأقل تدخلًا من الحلول الأخرى التي تحدّ من السرعة أو تقيّد من القدرة على اختيار الطريق. تشمل إجراءات التضييق ما يلي:
• يمكن إنشاء تضييق الممرات من خلال توسيع الأرصفة، أو إضافة حواجز أو زرع غرسات، أو إضافة ممر للدراجات أو مواقف لركن السيارات.
• تُضيّق امتدادات الرصيف (التي تسمّى أيضًا مصابيح التفريغ) عرض الطريق عند ممرات المشاة.
• الخانقات الطرقية هي عبارة عن امتدادات تضيّق الطرق المؤدية لتصبح ممرًا واحدًا في نقاط معينة.
• حميات الطرق تزيل ممرًا من الشارع. على سبيل المثال، السماح بركن السيارات على أحد جانبي الشارع أو كليهما لتقليل عدد مسارات القيادة.
• يمكن أن تساعد ملاذات المشاة أو الجزر الصغيرة في منتصف الشارع على التقليص من عرض الممرات.
• تحويل الشوارع ذات الاتجاه الواحد إلى شوارع ذات اتجاهين مما يجبر حركة المرور المعاكسة على الاقتراب الوثيق، مما يتطلب قيادة أكثر حذرًا.
• الانحراف العمودي للمسار: يمكن أن يكون رفع جزء من سطح الطريق مصدر إزعاج للسائقين الذين يسافرون بسرعات عالية. يؤثر كل من ارتفاع وانحدار الانحراف على شدة نزوح السيارة. تشمل تدابير الانحراف العمودي ما يلي:
• مطبات السرعة: وفي بعض الأحيان تنقسم المطبات أو تُزاح في الوسط لتجنّب تأخير مركبات الطوارئ
• مطبات السرعة: وتكون المطبات التي تأخذ شكل قطع مكافئ أقل إزعاجًا من مطبات السرعة
• وسائد السرعة: أو اثنتان أو ثلاثة مطبات سرعة صغيرة تقع على خط واحد عبر الطريق تؤدي إلى إبطاء السيارات ولكنها تتيح مرور مركبات الطوارئ الأوسع، بسبب تباعد العجلات وعدم ملامستها للوسائد، بحيث لا تبطؤها عند الاستجابة للحالات الطارئة.
• منضدات السرعة: مطبات السرعة الطويلة المسطحة من ذروتها والتي تبطئ السيارات على نحو تدريجي أكثر من المطبات.
• ممرات المشاة المرتفعة: والتي تعمل كمنضدة السرعة، وغالبا ما توضع عند التقاطعات.
• منحدرات السرعة: الغائرة بدلاً من المرتفعة (غالبًا ما تكون المنحدرات مزدوجة كما في الممرات المخصصة للدراجات في هولندا)
• تغيير المواد السطحية أو الملمس (على سبيل المثال، الاستخدام الانتقائي لبنة من الطوب أو الحصى أو تراكب الأسمنت البوليمر).
قد تتضمن التغييرات في الملمس أيضًا تغييرات في اللون لإخطار للسائقين بأنهم يقودون في منطقة مخصصّة للمشاة.           
• شرائط الدمدمة: تعمل عند وضعها متعامدة على حركة المرور في ممر السفر (بدلاً من وضعها بين الممرات موازية لحركة المرور) كمطبات سرعة، إذ إنها تُصدر أصواتًا مزعجة وتسبب اهتزازًا عند العبور عليها بسرعات أكبر.
• الانحراف الأفقي: أي التسبب بانحراف السيارة قليلًا. ويشمل:
• المنعطفات الحادة: التي تسبّب انحرافًا أفقيًا يدفع السيارات على التمهّل كما تفعل عند الانعطاف.
• يمكن أن توفّر ملاذات المشاة مرة أخرى انحرافًا أفقيًا، كما يمكن لامتدادات والخانقات الطرقية توفير ذلك أيضًا.
• منع أو تقييد الوصول. وسائل تهدئة حركة المرور هذه تشمل:
• التحويلات الوسيطة لمنع المنعطفات اليسرى أو من خلال التحركات إلى منطقة سكنية.
• تحويل التقاطع إلى طريق مسدود أو نهاية مغلقة.
•الحواجز المفصلية، وتقييد المرور للمركبات المصرّح بها فقط.
• إغلاق الشوارع لإنشاء مناطق للمشاة.
• وسائل أخرى:
في كثير من الأحيان، استخدم السكان مجموعة متنوعة من الأجهزة محلية الصنع التي تتراوح بين إشارات كاميرا إنفاذ قوانين المرور وكاميرات مراقبة السرعة حتى، بما في ذلك الدمى على هيئة عناصر شرطة. تُنصّب بعض المجتمعات الكندية أعمدة مرنة في منتصف الشارع في مناطق المدارس. تملك الأعمدة إشارة مثبتة تشير إلى الحد الأقصى للسرعة 40 كم / ساعة. 

### تدابير الإنفاذ والتعليم
تشمل تدابير الإنفاذ والتعليم الخاصة بتهدئة حركة المرور ما يلي:
• تخفيض حدود السرعة بالقرب من المؤسسات، كالمدارس والمستشفيات 
• الإشارة المُفعّلة للمركبات: إشارات تتفاعل مع رسالة إذا رصدت سيارة تتجاوز السرعة المحددة مسبقًا.
• أنظمة ضوء وامض مدمجة للرصيف: تتفاعل مع وجود المشاة عند المعابر للإشارة إلى السائقين وتعزيز الوعي.
• المراقب، وهو نظام تهدئة حركة المرور.